# Franz Janowitz
Franz Janowitz (28. července 1892, Poděbrady – 4. listopadu 1917, Log pod Mangartom, Občina Bovec) byl rakouský a český německy píšící básník židovského původu, člen literárního uskupení Café Arco.

## Život
Franz Janowitz se narodil 28. července 1892 v Poděbradech jako nejmladší ze čtyř dětí Gustava Janowitze (1849–1923), podílníka v továrně na řepkový olej v Brandýse nad Labem, a Hermine, roz. Schükové (1866–1924), dcery advokáta z Červených Janovic. Janowitzův otec byl původně pianistou, navštěvoval pražskou konzervatoř, již musel předčasně opustit poté, co onemocněl tuberkulózou. Od té doby žil na venkově, kde převzal rodinný podnik, který později rozšířil o filiálku v Poděbradech.
Protože ve městě, kde tehdy žilo asi 3% Židů, nebyla vhodná škola s německým vyučovacím jazykem, začal Franz Janowitz v roce 1903 navštěvovat pražské německé gymnázium v ulici Na příkopě, kde již studoval jeho starší bratr Otto. Zde zprvu ohlásil češtinu jako svůj mateřský jazyk, o dva roky později už je však ve školních záznamech označen jako Němec. V izolovaných a přeintelektualizovaných poměrech příznačných pro tuto generaci pražských německých Židů Janowitz brzy projevoval zájem o literaturu a humanitní vědy. V průběhu studia se stal součástí kruhu přátel kolem Willyho Haase, mezi které patřili také Franz Werfel, Paul Kornfeld, Ernst Popper, Ernst Deutsch a jeho starší bratr Hans Janowitz. Během roku 1907, kdy bylo Franzi Janowitzovi nanejvýš patnáct let, pracovali přátelé pod pravděpodobným Werfelovým vedením na společném projektu nedochovaného prozaického díla Balthasar Rabenschnabel. Dalším projevem organizačních ambicí tohoto uskupení, jehož přirozeným zázemím byla „Čítárna a přednášková síň německých studentů“ (Lese- und Redehalle der deutschen Studenten in Prag), bylo navázání korespondence se dvěma důležitými postavami tehdejšího literárního života, Karlem Krausem a Else Lasker-Schülerovou, za účelem jejich pozvání do Prahy.
Prvním známým dokladem o kontaktu bratrů Janowitzových s Karlem Krausem je dopis z 28. dubna 1910, jehož autorem je Otto. V květnu téhož roku Franz Janowitz Krausovi nabídl k otištění své básně. Bližší okolnosti jejich prvního osobního setkání v souvislosti s Krausovou přednáškou v Praze, která se konala 12. prosince 1910, však nejsou známy. Nejpozději v roce 1910 se Janowitz (patrně Haasovým prostřednictvím) seznámil s Maxem Brodem, což vedlo k prohloubení jeho kontaktů se skupinou Café Arco a s právě založeným Sdružením Johanna Gottfrieda Herdera (Johann Gottfried Herder-Vereinigung). Po druhé Krausově pražské přednášce 15. března 1911, kterou spoluorganizoval, publikoval v časopise Pochodeň (Die Fackel) překlad českého článku z půlměsíčníku Novina, jenž o tomto večeru napsal F. X. Šalda. V dubnu téhož roku vyšlo první číslo raně expresionistického časopisu Herder-Blätter vydávaného stejnojmenným sdružením, v němž již tento literární adept, jehož talent Brod jasně rozpoznal, dostává prostor jako básník. V říjnu 1911 opustil Janowitz Prahu a na otcovo přání odešel do Lipska studovat chemii. Známou polemiku mezi Krausem a Brodem, ke které došlo ve stejné době, komentoval pouze ve své korespondenci s Willy Haasem. V roce 1912 studium chemie přerušil a zapsal se ve Vídni na filosofii. Během tří semestrů v letech 1912–1915 zde navštěvoval přednášky z etiky, psychologie a dějin filosofie, svou disertační práci chtěl věnovat filosofii Otto Weiningera. Již od léta roku 1912 Brod plánoval vydání ročenky Arkadia, kde dvacetiletému Janowitzovi (daleko nejmladšímu ze všech autorů v ročence) otiskl blok čtrnácti básní. Vedle Brodovy Arkadie potom začal vyjednávat s nakladatelstvím Rowohlt (později Kurt Wolff Verlag) o publikaci své básnické sbírky, popř. prózy, ale tyto snahy stejně jako Janowitzovo studium přerušil jeho vstup do roční dobrovolné vojenské služby v říjnu 1913.
Ještě týž den, kdy Rakousko-Uhersko vyhlásilo válku Srbsku, 28. července 1914, byl Janowitz mobilizován a 17. srpna spolu s ostatními odvelen na východní frontu. V listopadu tu onemocněl uplavicí a střídavě pobýval v pražském špitále a v Poděbradech. Potom byl opět povolán jako velitel čety na tyrolskou alpskou frontu, kde se v letech 1915–1917 zúčastnil rakouské ofenzívy v Jižním Tyrolsku. Osudnou se mu stala tzv. 12. bitva na Soči, během níž byl 24. října 1917 při zteči na hoře Rombon zasažen dvěma kulkami do prsou. Franz Janowitz zemřel v polní nemocnici poblíž slovinské vesnice Mittel-Breth (dnešní Log pod Mangartom) 4. listopadu 1917. Když Karl Kraus obdržel zprávu o jeho smrti, napsal Sidonii Nádherné: „Franz Janowitz, jeden ze světlých bodů mého života, vyhasl.“

## Literární dílo
| U řeky Zpěv koníků zní z mokrých, rozespalých trav, od řeky štíhlý palach šumí beznadějně nad hrami vážek. Ó, proč zní ten neviděný stav, ty tkalče rubášů, tak strašlivě a stále stejně tušením, že pěn siný rubáš vlna oblékne mi? Na srdci mátu, dýchám mezí v květu sladký van, jejž letnicovou loukou jarní vítr z polí žene ke mně, jenž na řetězu času k zemi přivázán tak, jako pes k své zhnilé budce zavšivené, lomcuji řetězem a hvězdnou slávu zpívám zemi. |
| |

Třebaže Janowitz nestihl za svůj krátký život připravit k vydání více než jednu sbírku básní (Na Zemi – Auf der Erde – 1919), byl básnickou osobností, kterou lze do jisté míry srovnávat např. s Georgem Traklem. Oproti Traklovi, depresivnímu melancholikovi, zahalenému stínem šílenství, však vyniká svou snovou radostností, jakkoliv i on pracuje s prvky temna, ohroženosti a propadlosti zkáze, které vidí a popisuje, aniž by se jim vydával. Ve své silné obraznosti, která se nebojí přemíry vizuálna, se rovněž přibližuje stylu Georga Heyma, ve srovnání s Heymovou poezií velkoměstských scenérií je ovšem spíše básníkem české venkovské krajiny.
Janowitz se ve svém díle (včetně kratších próz a aforismů) ukazuje jako hledač Boha, který vzdálen svým židovským kořenům, podobně jako Werfel, hledá inspiraci v dualistické gnózi, křesťanství a v nejrůznějších filosofických i literárních proudech. V jeho lyrice se na jedné straně vyskytují veskrze tradiční prvky, jako jsou např. rétorické figury, konvenční metaforické obrazy nebo rým. V próze je pak možné vysledovat zřetelný vliv soudobých osobností, především Karla Krause, Arthura Schnitzlera či z dnešního pohledu kontroverzního vídeňského filosofa Otty Weiningera. Na straně druhé ale Janowitz – v roli jakéhosi zprostředkovatele mezi Bohem a člověkem – nachází svůj zcela vlastní básnický tón, který se snaží navázáním na aktuální diskurzy doby proniknout skrze svět jevů do vyšších sfér ‚skutečného poznání‘. 